# Orthonyx
Orthonychidae
Famille
Genre
Orthonyx est un genre qui regroupe trois espèces de passereaux appelées Orthonyx. C'est le seul genre de la famille des Orthonychidae, endémique d'Australie et de Nouvelle-Guinée.

## Liste des espèces
D'après la classification de référence (version 5.2, 2015) du Congrès ornithologique international (ordre phylogénique) :
- Orthonyx novaeguineae – Orthonyx de Nouvelle-Guinée
- Orthonyx temminckii – Orthonyx de Temminck
- Orthonyx spaldingii – Orthonyx de Spalding